# Poš
Poš je přírodní rezervace v oblasti TANAP.
Nachází se v katastrálním území obce Stará Lesná a města Vysoké Tatry v okrese Kežmarok, okrese Poprad v Prešovském kraji. Území bylo vyhlášeno či novelizováno v roce 1991 na rozloze 20,8200 ha. Ochranné pásmo nebylo stanoveno.